# Parocneria detrita
Parocneria detrita is een vlinder uit de familie van de spinneruilen (Erebidae), onderfamilie donsvlinders (Lymantriinae). De wetenschappelijke naam van de 
soort is voor het eerst geldig gepubliceerd in 1785 door Esper.
Deze nachtvlinder komt voor in Europa.